# هيلين كانليف
هيلين كانليف (بالإنجليزية: Helen Cunliffe)‏ هي قسيسة بريطانية، ولدت في 1954.